# Hiéronyme II d'Athènes
Pour les articles homonymes, voir Hiéronyme.
Hiéronyme II d’Athènes ou Jérôme II (en grec : Ιερώνυμος Βʹ Αθηνών / Hierónymos), né Ioánnis Liápis (Ιωάννης Λιάπης) le 30 mars 1938 à Œnophyta, est un ecclésiastique orthodoxe grec. Il est archevêque d’Athènes et de toute la Grèce (Αρχιεπίσκοπος Αθηνών και πάσης Ελλάδος) depuis le 7 février 2008.

## Biographie
Natif d'Œnophyta en Béotie, il est d'origine arvanite.

### Études
Hiéronyme Liápis est un byzantinologue qui étudie l’archéologie et la théologie à l'université d'Athènes. Il obtient une bourse de l’I.K.Y (fondation publique attribuant des bourses) d'études byzantines. Il part pour Graz, en Autriche, où il complète son parcours universitaire, puis pour Ratisbonne et Munich en Allemagne. Il est l'assistant d’Anastassios Orlandos, à la société archéologique d’Athènes.

### Carrière ecclésiastique
Il est ordonné prêtre en 1967 et en 1981, il devient métropolite de Thèbes et de Lévadie. En 1988, il est candidat à la succession de Séraphin Ier, mais il perd, au troisième tour (à la majorité relative), contre Christodule.
Son élection comme archevêque d'Athènes intervient à peine dix jours après la mort de Christodule, le 28 janvier 2008, fait assez rare puisque la coutume veut que vingt jours se passent avant d’élire un nouvel archevêque. Après avoir obtenu 33 voix au premier tour, il est élu, à la majorité absolue, avec 45 des 74 voix, au second tour, par le Saint Synode.

## Opinions
Hiéronyme II d’Athènes est considéré comme un modéré et un réformateur. Il avait désapprouvé publiquement les manifestations politiques organisées en 2000 par Christodule contre le retrait de la mention de la religion sur les cartes d’identité nationale. En 2004, il se démarque de ce dernier, sur la question des métropoles du Nord de la Grèce dépendant du Patriarcat œcuménique de Constantinople, rattachées à la Grèce en 1913 et 1918 et autorisées par Constantinople depuis 1923 à participer à la vie synodale de l'église grecque. Contrairement à son prédécesseur qui souhaitait prendre ces métropoles sous sa juridiction, Hiéronyme est en accord avec la position du patriarche œcuménique de Constantinople, Bartholomée Ier, pour maintenir le statu quo.
Le clergé grec espère qu’il continuera dans cette voie de séparation des rôles de l’Église et de l’État.

## Apports dans l'archéologie byzantine
Il a publié deux livres d'archéologie byzantine : le premier livre consacré aux monuments médiévaux de l'Eubée (paru en 1970) a été récompensé d'une médaille d'or par l'Académie d'Athènes. La seconde publication a pour sujet la Béotie chrétienne, dont le premier tome est paru en 2005 et les tomes 2 et 3 sont en préparation. Hiéronyme a contribué également à la création du « Centre de recherches d'histoire et de civilisation de Béotie » (Κέντρο Ερευνών της Ιστορίας και του Πολιτισμού της Βοιωτίας), qui collabore avec les universités de Durham et de Cambridge.